# تاتا (المجر)

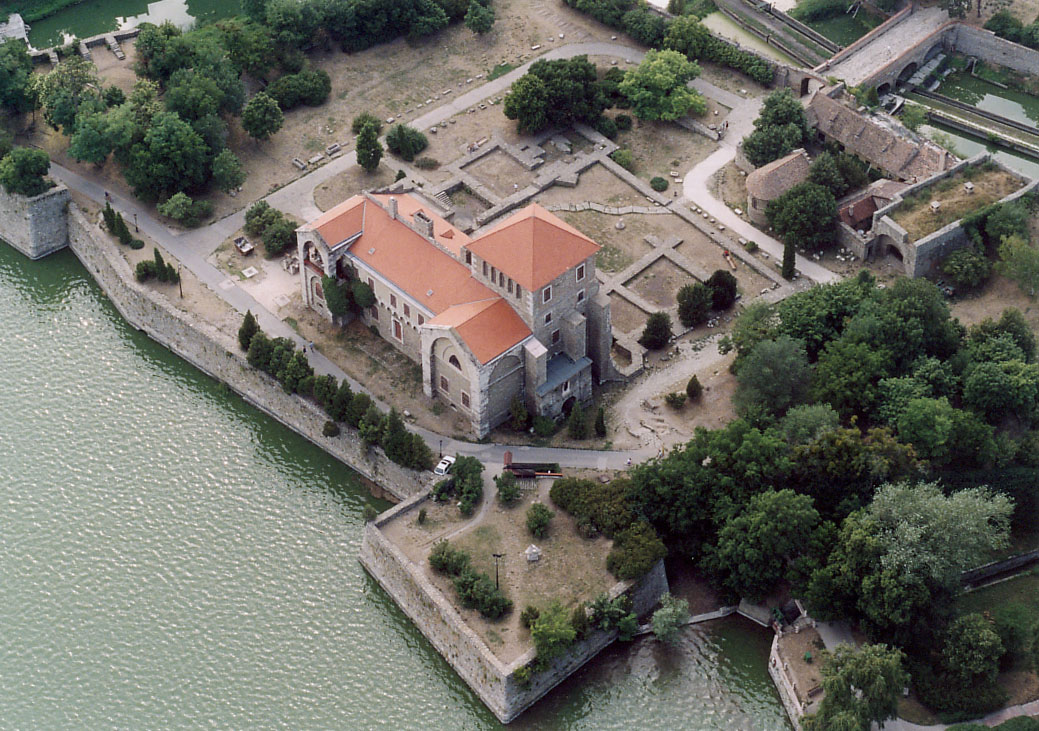
صورة جوية لحصن تاتا

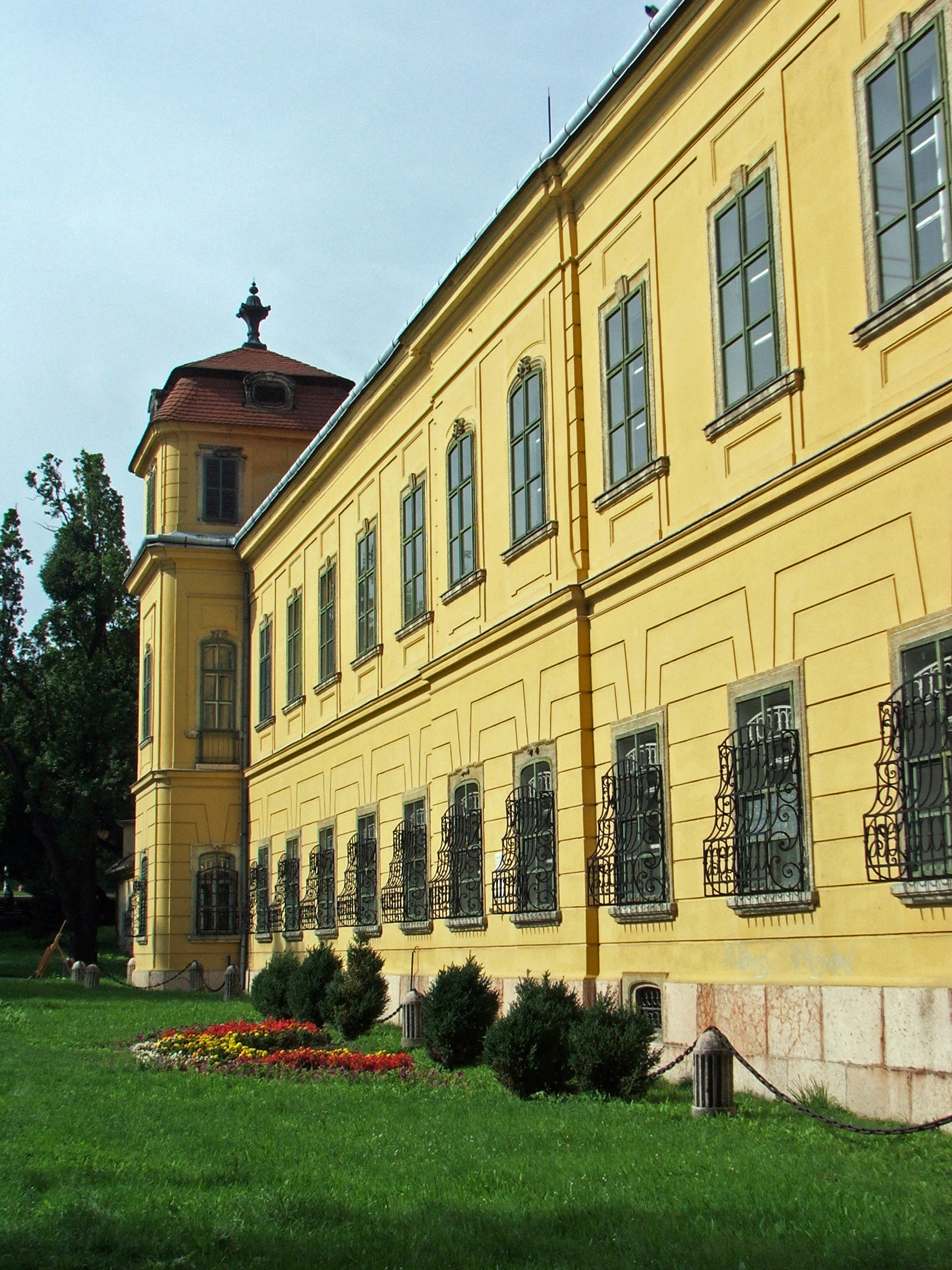
أحد القصور في البلدة

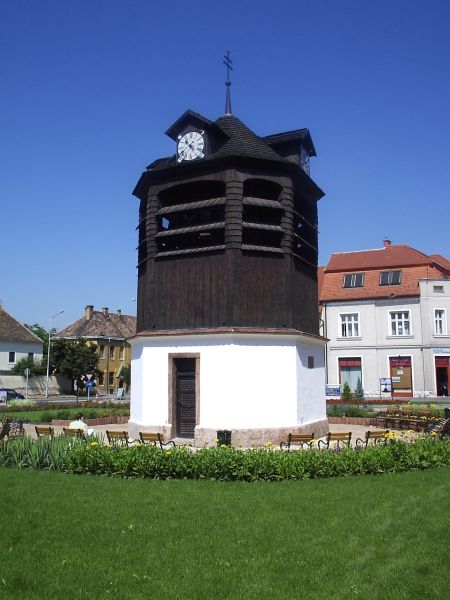
أحد الأبراج في تاتا

تاتا (بالإنجليزية: Tata)‏ وال(باللاتينية: Dotis)‏ هي بلدة في شمال غربي المجر، في مقاطعة كوماروم-إستركوم.

## الموقع
تقع تاتا على بعد 70 كـم (43 ميل) من العاصمة بودابست.

## السكان
حسب إحصائيات عام 2001، يبلغ عدد سكان البلدة 23,937 نسمة: 93.3% مجريون، 1.6% ألمان، 0.06% غجر، 0.2% سلوفاكيين و 6.5% من أعراق أخرى.

## لمحة تاريخية

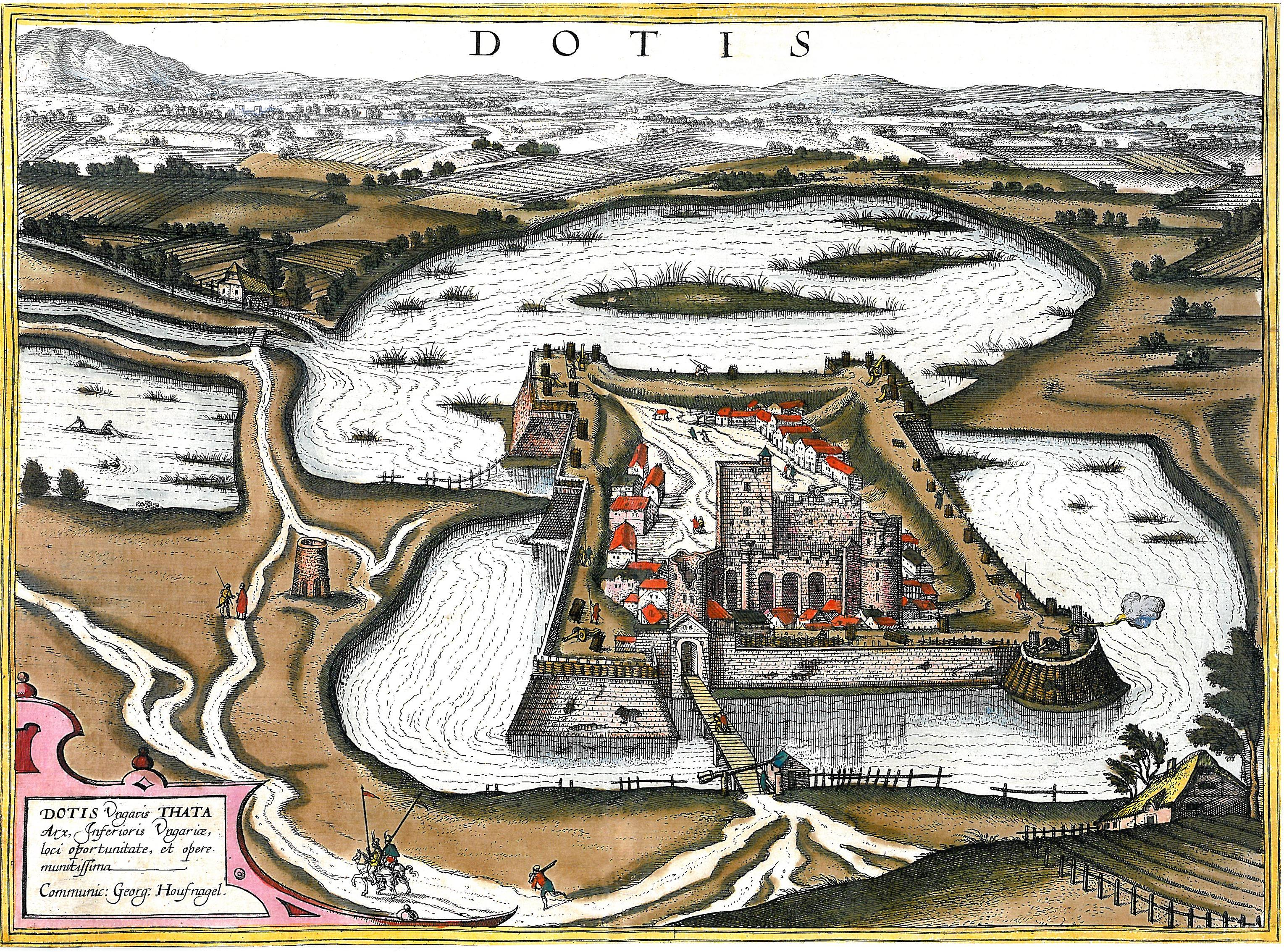
رسمة للبلدة في عام 600)

## المشاهد المهمة
- Castle next to the Öreg-tó (Old Lake)
- The Esterházy Palace
- Heroes' Square with الحرب العالمية الأولى monument and synagogue
- Kossuth square with town hall
- The parish church of Tata
- The Capuchin church
- Calvary Hill
- Lookout tower
- Water mills
- Belfry
- The English Park
- False ruins
- Fényes Bath

## المدن التوأم - المدن الشقيقة
تاتا المجرية لها عدة مدن توأم:
- ألكمار، هولندا, منذ 1985
- Gerlingen ألمانيا, منذ 1987
- Dammarie-les-Lys فرنسا, منذ 1993
- Arenzano إيطاليا, منذ 1994
- Svodín سلوفاكيا, منذ 1997
- Montebelluna إيطاليا, منذ 2000
- Szováta رومانيا, منذ 2002
- Pińczów بولندا, منذ 2004

## أعلام
- دايفيد كوراني
- تيبور ستارك
- دورا لوي

## وصلات خارجية
- الموقع الرسمي
- LoveLocks in Tata
- Tata photo gallery